# Cynotherium sardous
El cuón sardo (Cynotherium sardous) es una especie extinta de mamífero carnívoro de la familia de los cánidos endémico de la isla italiana de Cerdeña y la isla francesa de Córcega (las dos islas estuvieron unidas durante gran parte del Pleistoceno). Se extinguió cuando los humanos comenzaron a establecerse en las islas.
Cuando este cánido quedó confinado en las islas, tuvo que adaptarse a una dieta compuesta únicamente de presas pequeñas y rápidas. Esto indujo una reducción en su tamaño, siendo un ejemplo de enanismo insular.
Parece que Xenocyon es el antepasado de Cynotherium. A veces también se le considera la derivación de una población de los últimos Canis arnensis (o Canis mosbachensis).